# The Cage (EP)
The Cage (englisch für „Der Käfig“) ist eine am 23. September 2022 veröffentlichte EP des britischen Musikers Billy Idol.

## Hintergrund
Neben Idols langjährigem Gitarristen und Co-Texter Steve Stevens, wirkte auch Erik Eldenius, der in Idols Live-Band am Schlagzeug sitzt, an den Aufnahmen mit.
Wie auch auf der EP The Roadside aus dem Jahr 2021, thematisiert Billy Idol auf der EP The Cage u. a. seinen schweren Motorrad-Unfall und seine überwundene Drogensucht.

„I mean, things like the motorcycle accident I had, that was a bit of a wake up call way back. It was 32 years ago. But there were things like that, years ago, that gradually made me think about what I was doing with my life. I didn't want to ruin it, really. I didn't want to throw it away, and it made [me] be less cavalier.
[...]
[When writing] "Running From The Ghost" it was easy to go, what was the ghost for us? At one point, we were very drug addicted in the '80s. And Steve in particular is super sober [now]. I mean, I still vape pot and stuff. I don’t know how he’s doing it, but it’s incredible. All I want to be able to do is have a couple of glasses of wine at a restaurant or something. I can do that now.“

„Ich meine, Dinge wie der Motorradunfall, den ich vor langer Zeit hatte, das war so etwas wie ein Weckruf. Es war vor 32 Jahren. Aber es gab vor Jahren solche Dinge, die mich nach und nach dazu brachten, darüber nachzudenken, was ich mit meinem Leben anfangen sollte. Eigentlich wollte ich es nicht ruinieren. Ich wollte es nicht wegwerfen, und es machte [mich] weniger unbekümmert. [...] [Beim Schreiben von] „Running From The Ghost“ war es einfach zu sagen: Was war der Geist für uns? In den 80ern waren wir einmal sehr drogenabhängig. Und insbesondere Steve ist [jetzt] super nüchtern. Ich meine, ich dampfe immer noch Gras und so. Ich weiß nicht, wie er das macht, aber es ist unglaublich. Alles, was ich tun möchte, ist, ein paar Gläser Wein in einem Restaurant oder so zu trinken. Das kann ich jetzt tun.
Die EP erschien auf dem von George Harrison gegründeten und jetzt von seinem Sohn Dhani betriebenen Label Dark Horse Records und wurde als CD, Schallplatte und über Online-Musikdienste angeboten. Die Schallplatte ist unter anderem als limitierte Sonderausgabe auf rotem Vinyl erhältlich und kann über die offizielle Website Idols erworben werden.
Die Vinylausgabe der EP enthielt auf beiden Seiten der Schallplatte jeweils alle vier Titel.
Zum Titel „Cage“ veröffentlichte Idol am 17. August 2022 ein Musikvideo bei dem Steven Sebring die Regie führte. Das unter der Regie von Spencer Ramsey entstandene Video zu „Running From The Ghost“ wurde am 23. September 2022 veröffentlicht.

## Titelliste
| 1 | Cage                   | 2:49 |
| 2 | Running from the Ghost | 3:52 |
| 3 | Rebel Like You         | 3:42 |
| 4 | Miss Nobody            | 3:34 |

## Rezeption

### Rezensionen
Andreas Schiffmann attestiert: „Vier auf den Punkt genau ins Stammhirn zielende Songs, die BILLY IDOL von sowohl vertrauter als auch unerwarteter Seite zeigen - „The Cage“ ist damit essenziell für Fans des Barden und Freunde niveauvoller, kraftvoller Popmusik generell.“
Chris Strieder vergibt 9 von 10 Punkten und urteilt positiv: „Billy liefert ab und besser 4 richtig gute Tracks als ein Album mit Fillern.“

### Charts und Chartplatzierungen
| ChartsChartplatzierungen       | Höchstplatzierung | Wochen |
| ------------------------------ | ----------------- | ------ |
| Deutschland (GfK)              | 36 (2 Wo.)        | 2      |
| Schweiz (IFPI)                 | 9 (2 Wo.)         | 2      |
| Vereinigte Staaten (Billboard) | 42 (1 Wo.)        | 1      |